# Sportåret 1846

## Händelser

### Baseboll
- 19 juni – New York Knickerbockers förlorar med 1–23 mot "New York" i en match som spelas i Elysian Fields i Hoboken i New Jersey. Matchen betraktas länge som den första mellan två separata klubbar där man iakttar de spelregler som Knickerbockers antog den 23 september 1845, vilka anses vara de första basebollreglerna.[1] Denna status för matchen sätts senare ifråga eftersom Knickerbockers spelade flera matcher redan hösten 1845 som eventuellt var mot andra klubbar och eventuellt spelades enligt 1845 års regler och eftersom det är oklart om motståndaren "New York" verkligen var en annan klubb eller om matchen var en intern uppgörelse inom Knickerbockers.[2][3]

### Boxning

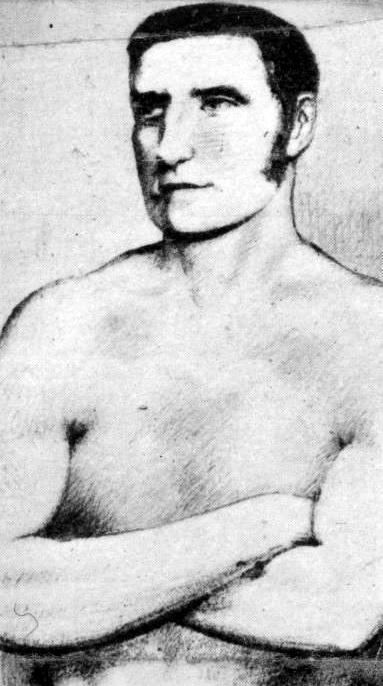
William Thompson.

- William Thompson behåller den engelska mästerskapstiteln i tungvikt, men inga matcher finns registrerade för honom under året.[4]

- Tom Hyer behåller den amerikanska mästerskapstiteln i tungvikt, men inga matcher finns registrerade för honom under året.[5]

- 27 januari – Tom Paddock besegrar Nobby Clarke i Coleshill Castle. Matchen varar i 55 minuter över 42 ronder.[6]

- 3 februari – Harry Broome möter Ben Terry i Shrivenham. Matchen bryts av delar av publiken efter en timme och fem minuter, i 49:e ronden, då man anser att Broome begått ett regelbrott. Domaren tvingas fly och kan inte bestämma vem som vann. Broome behåller därmed sin engelska mästerskapstitel i weltervikt.[7]

- 4 augusti – William Perry besegrar Tass Parker i Lindrick Common. Matchen varar i 27 minuter över 23 ronder.[8]

- 23 september – Nat Langham besegrar George Gutteridge i Bourne och gör anspråk på den engelska mästerskapstiteln i mellanvikt. Matchen varar i en timme och 33 minuter över 85 ronder.[9]

### Rodd
- 3 april – Cambridge vinner universitetsrodden över Oxford. Ställningen är därmed 6–2 till Cambridge.[10]

## Avlidna

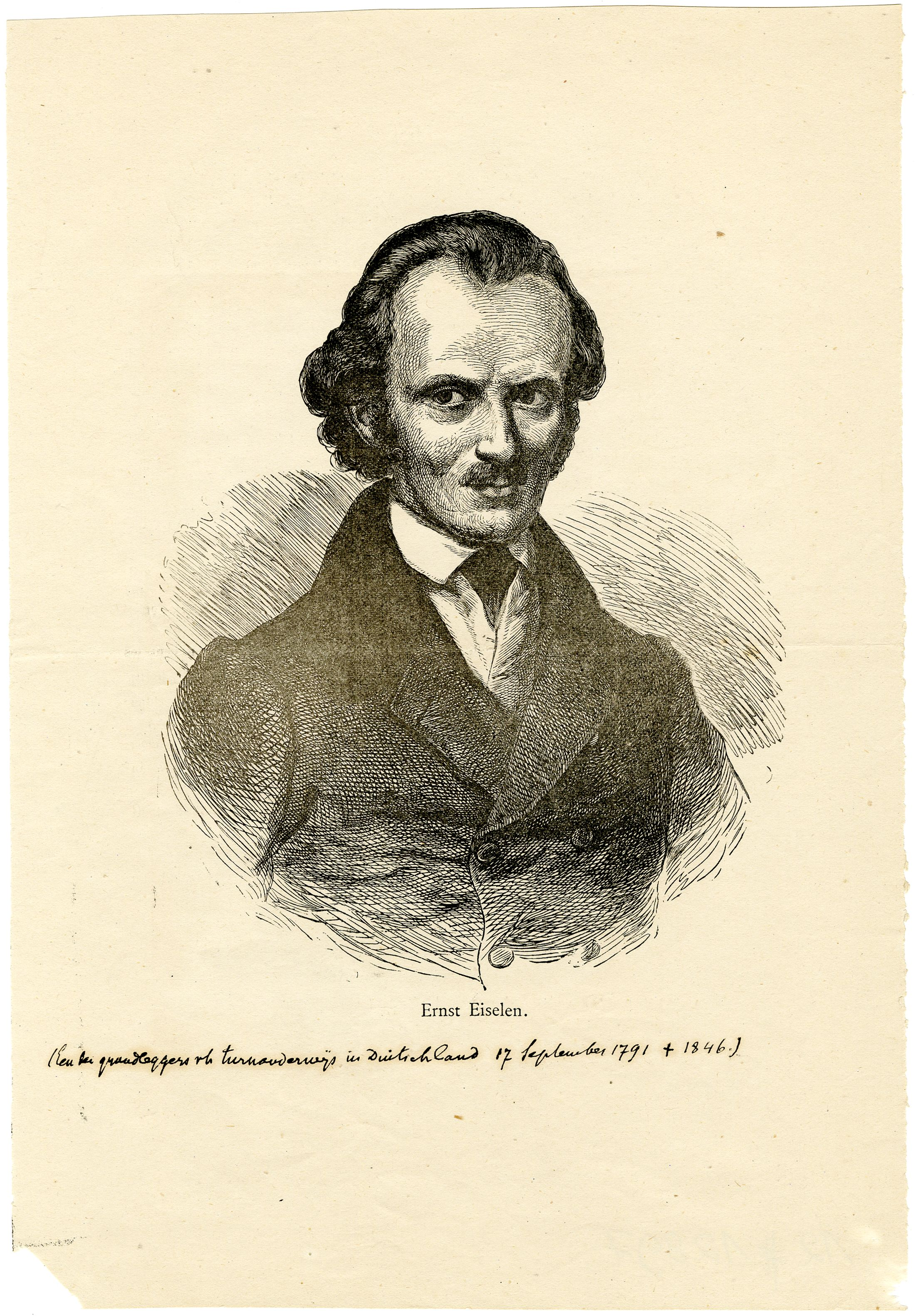
Ernst Eiselen.

- 22 augusti – Ernst Eiselen, tysk gymnast och gymnastikledare[11]

## Bildade föreningar och klubbar
- 24 april – St Andrew Boat Club, skotsk roddklubb[12]

- 14 augusti – Turngemeinde Heidenheim, tysk gymnastikförening[13]